# Igreja de Nossa Senhora de Fátima
Die Igreja de Nossa Senhora de Fátima ist eine katholische Pfarrkirche in der Stadtgemeinde Avenidas Novas in der portugiesischen Hauptstadt Lissabon. Sie ist die namengebende Kirche der früheren Gemeinde Nossa Senhora de Fátima.
Errichtet wurde sie ab 1934 nach Entwürfen des Architekten Porfírio Pardal Monteiro im neugotischen Stil und am 13. Oktober 1938 geweiht. Die Glasarbeiten stammen von Almada Negreiros.